# Нова Весь-Клодзька
Нова Весь-Клодзька (пол. Nowa Wieś Kłodzka, нім. Neudorf) — село в Польщі, у гміні Нова Руда Клодзького повіту Нижньосілезького воєводства.
Населення — 216 осіб (2011).
У 1975-1998 роках село належало до Валбжиського воєводства.

## Демографія
Демографічна структура станом на 31 березня 2011 року:
|          | Загалом | Допрацездатний вік | Працездатний вік | Постпрацездатний вік |
| -------- | ------- | ------------------ | ---------------- | -------------------- |
| Чоловіки | 116     | 24                 | 80               | 12                   |
| Жінки    | 100     | 13                 | 65               | 22                   |
| Разом    | 216     | 37                 | 145              | 34                   |